# Walter Alcaraz
Walter Oscar Alcaraz es un exfutbolista argentino que jugaba en la demarcación de defensa, y su último equipo fue Club Atlético Platense de la Primera B Metropolitana del fútbol argentino. Finalizado su contrato con platense, abandonó la práctica del fútbol y se dedicó a trabajar en una conocida cadena de supermercados hasta su desvinculación en diciembre de 2019

## Trayectoria
Alcaraz debutó profesionalmente en Vélez Sársfield en el año 2002. Fue campeón con el “Fortín” del Torneo Clausura 2005, permaneciendo en Villa Luro hasta el 2006.
Con el pase en su poder, se incorporó a Chacarita Juniors, club que militaba en la B Nacional durante la Temporada 2007/2008. Jugó 34 partidos y marcó un gol. El segundo semestre de 2008 formó parte de Aldosivi y jugó un total de 13 partidos. A comienzos de 2009 pasó a Los Andes equipo con el que terminó descendiendo a la Primera B Metropolitana.
Entre 2011 y 2013 pasó por Rivadavia de Lincoln, Flandria y Almagro, para emigrar al fútbol de Ecuador más precisamente al Deportivo Olmedo, allí fue campeón del torneo de segunda división, regresando a aquella institución a los primeros planos del fútbol ecuatoriano.
En 2014 decide volver a la Argentina para jugar en Huracán de San Rafael.
El 2 de enero de 2015 pasa a jugar a Platense, abandonando el club luego de 1 año.

## Clubes
| Club                  | País      | Año         |
| --------------------- | --------- | ----------- |
| Vélez Sársfield       | Argentina | 2002 - 2006 |
| Chacarita Juniors     | Argentina | 2007 - 2008 |
| Aldosivi              | Argentina | 2008        |
| Los Andes             | Argentina | 2009 - 2010 |
| Rivadavia de Lincoln  | Argentina | 2011        |
| Flandria              | Argentina | 2011 - 2012 |
| Almagro               | Argentina | 2012 - 2013 |
| Deportivo Olmedo      | Ecuador   | 2013        |
| Huracán de San Rafael | Argentina | 2014        |
| Platense              | Argentina | 2015 -      |

## Palmarés
| Título             | Club                    | País      | Año  |
| ------------------ | ----------------------- | --------- | ---- |
| Torneo Clausura    | Vélez Sarsfield         | Argentina | 2005 |
| Serie B de Ecuador | Centro Deportivo Olmedo | Ecuador   | 2013 |